# Campionati europei di atletica leggera indoor 2019 - 800 metri piani maschili
La specialità degli 800 metri piani maschili ai campionati europei di atletica leggera indoor di Glasgow 2019 si è svolto dal 1º al 3 marzo 2019 presso la Commonwealth Arena and Sir Chris Hoy Velodrome.
La gara è stata vinta dallo spagnolo Álvaro de Arriba con il tempo di 1'46"83 in finale.

## Podio
| Pos.    | Atleta           | Nazionalità   |
| ------- | ---------------- | ------------- |
| Oro     | Álvaro de Arriba | Spagna        |
| Argento | Jamie Webb       | Gran Bretagna |
| Bronzo  | Mark English     | Irlanda       |

## Record
| Record                | Record           | Record  | Record          | Record       |
| --------------------- | ---------------- | ------- | --------------- | ------------ |
| Record del Mondo      | Wilson Kipketer  | 1:42.67 | Parigi, Francia | 9 marzo 1997 |
| Record europeo        | Wilson Kipketer  | 1:42.67 | Parigi, Francia | 9 marzo 1997 |
| Record dei campionati | Paweł Czapiewski | 1:44.78 | Vienna, Austria | 3 marzo 2002 |

## Programma
| Data          | Ora   | Turno      |
| ------------- | ----- | ---------- |
| 1º marzo 2019 | 19:48 | Batterie   |
| 2 marzo 2019  | 18:25 | Semifinali |
| 3 marzo 2019  | 18:57 | Finale     |

## Risultati

### Batterie
I primi due atleti classificati in ogni batteria e i migliori du tempi dei non qualificati avanzano in semifinale.

| Class. | Grupo | Atleta                   | Nazione              | Tempo   | Note                          |
| ------ | ----- | ------------------------ | -------------------- | ------- | ----------------------------- |
| 1      | 1     | Amel Tuka                | Bosnia ed Erzegovina | 1:47.95 | Q                             |
| 2      | 5     | Jamie Webb               | Gran Bretagna        | 1:47.96 | Q                             |
| 3      | 1     | Mariano García           | Spagna               | 1:48.09 | Q                             |
| 4      | 5     | Álvaro de Arriba         | Spagna               | 1:48.15 | Q                             |
| 5      | 1     | Andreas Bube             | Danimarca            | 1:48.33 | q                             |
| 6      | 1     | Joe Reid                 | Gran Bretagna        | 1:48.56 | q                             |
| 7      | 2     | Christoph Kessler        | Germania             | 1:48.62 | Q                             |
| 8      | 4     | Andreas Kramer           | Svezia               | 1:48.67 | Q                             |
| 9      | 4     | Filip Šnejdr             | Rep. Ceca            | 1:48.71 | Q                             |
| 10     | 4     | Thijmen Kupers           | Paesi Bassi          | 1:48.72 |                               |
| 11     | 5     | Mateusz Borkowski        | Polonia              | 1:48.82 |                               |
| 12     | 4     | Pablo Sánchez-Valladeres | Spagna               | 1:48.90 |                               |
| 12     | 5     | Nasredine Khatir         | Francia              | 1:48.90 |                               |
| 14     | 2     | Guy Learmonth            | Gran Bretagna        | 1:48.98 | Q                             |
| 15     | 5     | Markus Einan             | Norvegia             | 1:49.14 |                               |
| 16     | 2     | Abedin Mujezinović       | Bosnia ed Erzegovina | 1:49.26 | Miglior prestazione personale |
| 17     | 1     | Lukáš Hodboď             | Rep. Ceca            | 1:49.31 |                               |
| 18     | 2     | Michał Rozmys            | Polonia              | 1:49.35 |                               |
| 19     | 3     | Mark English             | Irlanda              | 1:49.38 | Q                             |
| 20     | 1     | Erik Martinsson          | Svezia               | 1:49.39 |                               |
| 21     | 1     | Salih Teksöz             | Turchia              | 1:49.54 |                               |
| 22     | 3     | Aymeric Lusine           | Francia              | 1:49.62 | Q                             |
| 23     | 2     | Tamás Kazi               | Ungheria             | 1:49.66 |                               |
| 24     | 4     | Zak Curran               | Irlanda              | 1:49.77 |                               |
| 25     | 3     | Balázs Vindics           | Ungheria             | 1:49.98 |                               |
| 26     | 3     | Yevhen Hutsol            | Ucraina              | 1:50.29 |                               |
| 27     | 5     | Richard Douma            | Paesi Bassi          | 1:50.36 |                               |
| 28     | 3     | Thomas Roth              | Norvegia             | 1:50.42 |                               |
| 29     | 2     | Conall Kirk              | Irlanda              | 1:50.50 |                               |
| 30     | 4     | Simone Barontini         | Italia               | 1:50.54 |                               |
| 31     | 3     | Robert Farken            | Germania             | 1:51.02 |                               |
| 32     | 5     | Žan Rudolf               | Slovenia             | 1:51.75 |                               |
| 33     | 4     | Pol Moya                 | Andorra              | 1:53.21 |                               |
| -      | 2     | Musa Hajdari             | Kosovo               | dns     |                               |

### Semifinale
I primi tre atleti classificati in ogni semifinale avanzano in finale.
| Class | Gruppo | Atleta            | Nazione              | Tempo   | Note |
| ----- | ------ | ----------------- | -------------------- | ------- | ---- |
| 1     | 2      | Mariano García    | Spagna               | 1:48.84 | Q    |
| 2     | 2      | Jamie Webb        | Gran Bretagna        | 1:48.85 | Q    |
| 3     | 2      | Andreas Kramer    | Svezia               | 1:49.06 | Q    |
| 4     | 2      | Aymeric Lusine    | Francia              | 1:49.48 |      |
| 5     | 1      | Álvaro de Arriba  | Spagna               | 1:50.12 | Q    |
| 6     | 1      | Andreas Bube      | Danimarca            | 1:50.18 | Q    |
| 7     | 1      | Amel Tuka         | Bosnia ed Erzegovina | 1:50.41 | Q    |
| 8     | 1      | Christoph Kessler | Germania             | 1:50.62 |      |
| 9     | 2      | Mark English      | Irlanda              | 1:50.70 | qR   |
| 10    | 1      | Filip Šnejdr      | Rep. Ceca            | 1:50.72 |      |
| 11    | 1      | Joe Reid          | Gran Bretagna        | 1:51.26 |      |
| -     | 2      | Guy Learmonth     | Gran Bretagna        | dnf     |      |

### Finale
Riusultati.
| Class.  | Atleta           | Nazione              | Tempo   | Note                          |
| ------- | ---------------- | -------------------- | ------- | ----------------------------- |
| Oro     | Álvaro de Arriba | Spagna               | 1:46.83 |                               |
| Argento | Jamie Webb       | Gran Bretagna        | 1:47.13 | Miglior prestazione personale |
| Bronzo  | Mark English     | Irlanda              | 1:47.39 |                               |
| 4       | Mariano García   | Spagna               | 1:47.58 | Miglior prestazione personale |
| 5       | Andreas Bube     | Danimarca            | 1:47.67 |                               |
| 6       | Amel Tuka        | Bosnia ed Erzegovina | 1:47.91 |                               |
| 7       | Andreas Kramer   | Svezia               | 1:48.06 |                               |